# Pelé II: World Tournament Soccer
Pelé's World Tournament Soccer, lançado como Pelé II: World Tournament Soccer nos Estados Unidos, é um jogo eletrônico de futebol lançado em 1994 para Mega Drive. O jogo foi desenvolvido pela Radical Entertainment e publicado pela Accolade. Ele é a continuação de Pelé!.

## Sistema de jogo
Foi desenvolvida pela Radical Entertainment e publicada pela Accolade em junho de 1994. Possui jogabilidade para quatro jogadores com o uso dos periféricos multitap Team Player ou 4 Way Play e inclui 24 seleções nacionais jogáveis e nove configurações nos Estados Unidos. O jogo recebeu uma resposta mediana dos críticos da Electronic Gaming Monthly, que consideraram o jogo típico do gênero futebol, sem inovações significativas além das condições climáticas personalizáveis.